# کفش ورزشی
کفش ورزشی یا کتانی، گونه‌ای کفش است که بیشتر برای ورزش، تمرین بدنی و دیگر فعالیت‌های فیزیکی طراحی شده‌اند، اما کاربرد روزمره نیز دارند. بخش زیرین این کفش‌ها بیشتر از لاستیک طبیعی یا مصنوعی و بخش بالایی آنان از مواد چرمی یا مصنوعی ساخته می‌شود.
بهره‌گیری از کفش ورزشی می‌تواند باعث بهبود بهره‌وری، راحتی و به حداکثر رساندن عملکرد ورزشی شود. همانگونه که انواع گوناگون کفش می‌توانند متنوع باشند، کفش‌های ورزشی نیز به دسته‌های زیر تقسیم می‌شوند: برای دویدن، ترینینگ، پیاده‌روی، ورزش‌های میدانی، ورزش‌های زمستانی، ورزش‌های خارجی، دو و میدانی و کفش‌های تخصصی (مانند بدنسازی، ورزش‌های آبی و غیره).
بهترین برندهای کفش جهان
آدیداس (Adidas): برند آدیداس که می‌توان گفت برندی آلمانی است در سال 1948 توسط آدولف داسلر Adolf Dassler پایه ریزی شد. ...
پوما (Puma) پوما که برند رقیب آدیداس است، توسط برادر داسلر تاسیس شد. ...
نایک (Nike) ...
اسکچرز (Skechers) ...
ریبوک (Reebok) ...
فندی (Fendi) ...
مونیخ (Münich) ...
کاپا (kappa)

## تاریخچه
نخستین بار ایده ساخت کفش ورزشی به وسیله یک مخترع آمریکایی به نام چارلز گودیر به ثبت رسید. وی به وسیله جوش اکسیژن لاستیک، کفش درست نمود.

## گونه‌ها
- ساق بلند (تا زانو)
- ساق متوسط (تا نیمه ساق پا)
- ساق کوتاه (تا قوزک پا)